# Tommaso Gar
Tommaso Angelo Gar (Trento, 22 de fevereiro de 1808 – Desenzano del Garda, 27 de julho de 1871) foi um historiador, tradutor, paleógrafo, literato, arquivista e bibliotecário italiano.

## Biografia
Filho de Martino Gar e Domenica Rubini, de pobre condição, com muitos sacrifícios os pais providenciaram ao filho uma boa educação no Liceu de Trento e depois na Universidade de Pádua, onde laureou-se em 1831 em filosofia. Logo passou a dedicar-se à poesia e aos estudos literários, recebendo críticas positivas. Devido à sua pobreza, precisou buscar patrocinadores, encontrando apoio em algumas famílias aristocráticas do Trentino que estavam ligadas à administração imperial. Através delas obteve uma colocação na burocracia de Viena. Ali permaneceu por uma década, aperfeiçoando-se nas línguas alemã, espanhola e inglesa, dando aulas de italiano, fazendo traduções e empenhando-se na pesquisa histórica. Em 1838 foi empregado pelo mordomo da imperatriz, o conde Moritz von Dietrichstein, para atuar como seu secretário. O conde era também bibliotecário da corte, franqueando-lhe o acesso a um vasto corpo documental e o contato com muitos eruditos, com os quais tomou lições de filosofia, antiquariato, numismática, biblioteconomia, medicina e ciências. Em vista dessas capacidades, foi encarregado de administrar a correspondência italiana da imperatriz e recebeu acesso livre aos arquivos estatais, estudando uma rica documentação oficial relativa à Itália e ao Trentino, e em breve se tornava a principal referência para os historiadores da Lombardia e da Toscana. Concentrado nos temas históricos e críticos, sua produção poética se reduziu, mas nunca cessou, produzindo especialmente traduções de obras poéticas.
Em 1842 transferiu-se para Florença, mas os motivos da mudança não são claros. Possivelmente seu republicanismo e seu anticlericalismo tenham tornado difícil sua convivência em um meio cortesão fortemente católico e hierarquizado, mas talvez tenha sido o motivo principal uma proposta de participação na construção de um projeto lítero-histórico toscano, o Archivio Storico Italiano, para o qual deu importante colaboração como membro da direção e do conselho editorial, revisando fontes, editando e publicando manuscritos, produzindo resenhas e bibliografias e escrevendo artigos e tratados. Através do Archivio fez numerosas viagens de estudos a cidades italianas e estrangeiras, entrando em contato com muitos outros eruditos.
Em 1847 obteve o posto de bibliotecário da Universidade de Pádua, encarregando-se em um grande trabalho de reorganização do acervo. Durante a revolução de 1848 o governo provisório vêneto designou-o delegado junto à Germânia e França para pugnar pela sua adesão à causa da independência veneziana. Depois do armistício, permaneceu em Florença, colaborando na defesa da cidade sitiada, e sendo incumbido de uma missão junto ao governo húngaro, ao qual devia pedir socorro, mas a missão foi abortada com o fim dos combates em 1849. Voltando a Pádua, a situação mudara, e sendo um estrangeiro, foi obrigado a voltar ao Trentino. Ali passou por dificuldades financeiras, mas foi auxiliado pelo conde Sizzo, que o empregou com a finalidade de que escrevesse uma história da cidade de Trento, tarefa que não concluiu. Com a fundação da Biblioteca Comunal de Trento, foi encarregado de dirigí-la, e ali passaria nove anos, ao mesmo tempo trabalhando como jornalista e continuando com suas pesquisas históricas.
Com a anexação do Trentino pela Áustria, renunciou à sua cidadania austríaca e dirigiu-se a Milão, onde foi designado em 1862 diretor do arquivo Convitto Nazionale Longone, mas no ano seguinte já estava em Nápoles dirigindo a Biblioteca Universitária. Nesta instituição operou uma grande reforma nos critérios científicos e enriqueceu-a com uma coleção de cerca de três mil novos volumes. Ao mesmo tempo reorganizava o Gabinete de Leitura, ampliando seu acervo. Em 1867 foi convidado a integrar uma comissão estatal dirigida pelo ministro Coppino com o fim de estabelecer melhores critérios científicos e administrativos para os arquivos italianos. No mesmo ano foi indicado para a direção do Archivio Generale Veneziano, posição que ambicionava há muito tempo. Três anos depois era feito presidente da instituição. Seu trabalho principal para o Archivio foi a recuperação de muitos documentos venezianos transportados para a Áustria em 1866. Em 1869 colaborou em outra comissão estatal para reformar os sistemas, regulamentos e critérios científicos das bibliotecas, e no ano seguinte, a convite do ministro Pasquale Villari, estabeleceu novos critérios para a formação dos quadros funcionais das bibliotecas do reino.

## Legado
Gar era dono de uma vasta cultura, foi colaborador de várias revistas especializadas e membro de academias e associações culturais. Seu legado intelectual, político e historiográfico foi vasto e seminal. Foi um grande dínamo cultural, seus contemporâneos o tinham como o principal especialista italiano de sua geração em história e cultura da região germânica, deixou o primeiro tratado de biblioteconomia da Itália pós-unitária, é uma das principais referências oitocentistas sobre a história do Principado de Trento, produziu estudos influentes em vários outros campos, foi um dos principais proponentes em sua geração de uma modernização da cultura e da pesquisa italianas, advogando pela adoção dos padrões científicos vigentes na Áustria, que considerava superiores, e defendeu a descentralização administrativa e cultural e a democratização do acesso aos acervos estatais arquivísticos e bibliotecários, em sua época geralmente restrito aos eruditos. Foram ainda importantes sua atuação como uma ponte entre os universos germânico e latino-italiano e sua participação política no processo de unificação da Itália, inspirado no princípio de que a liberdade de consciência e de expressão deviam definir a estrutura e funcionamento dos Estados. Sua volumosa correspondência traça um rico panorama da cultura e da pesquisa de seu tempo, da sua trajetória pessoal, e da história das instituições onde trabalhou. Segundo Luigi Blanco, Gar foi um personagem de excepcional relevo em seu tempo, dando "uma alta contribuição para a construção científica e cultural do Estado Italiano Unificado".

## Principais obras
História e crítica
- Storia arcana ed altri scritti inediti di Marco Foscarini
- Annali veneti dall'anno 1457 al 1500 di Domenico Malipiero
- Dispacci al Senato veneto di Francesco Foscari e di altri oratori all'imperatore Massimiliano I
- Storia veneta dettata da Daniel Barbaro e completata con la Storia segreta di Luigi Borghi dall'anno 1512 al 1515
- Di un codice inedito dell'Archivio di Coblenza risguardante l'imperatore Enrico VII
- Di un frammento inedito di Marco Foscarini intorno ai viaggiatori veneziani e di una nuova traduzione in tedesco dei Viaggi di Marco Polo
- Relazioni dalla corte di Roma nel secolo XVI (1510-1558)
- Patto tra il Comune di Pergine e il Municipio di Vicenza l'anno 1166
- L'Archivio del Castello di Thun
- Biblioteca trentina (org., 6 volumes)
- Vita di Alessandro Vittoria (com S. Cresseri)
- Ricerche storiche riguardanti l'autorità e giurisdizione del magistrato consolare di Trento (com S. Cresseri)
- Annali del Principato ecclesiastico di Trento dal 1022 al 1540
- Letture di bibliologia
- Gli statuti della città di Trento
- Memorie dell'Istituto veneto di scienze lettere ed arti
- Quadro storico-critico della letteratura germanica del nostro secolo

Tradução
- L'isolement (A. Lamartine)
- À Elvire (A. Lamartine)
- Cola di Rienzo e il suo secolo (F. Papencordt)
- Vita domestica dei Fiamminghi (H. Conscience)
- Della diplomazia italiana dal secolo XIII al XVI (A. von Reumont)
- Storia del Reame di Napoli dal 1414 al 1443 (A. von Platen)